# Lokovica, Prevalje
Lokovica este o localitate din comuna Prevalje, Slovenia, cu o populație de 146 de locuitori.